# Tribulat Bonhomet
Pour les articles homonymes, voir Bonhommet.
Tribulat Bonhomet d'Auguste de Villiers de l'Isle-Adam est un recueil de contes publiés dans divers journaux et réunis pour la première fois sous ce titre en 1887.

## Le recueil
En 1867, Auguste de Villiers de L'Isle-Adam publie une nouvelle : Claire Lenoir. Vingt ans plus tard, il remanie le texte et y associe quatre contes dont le docteur Tribulat Bonhomet est toujours le personnage principal.

## Les nouvelles
- Le Tueur de cygnes
- Motion du docteur Tribulat Bonhomet touchant l'utilisation des tremblements de terre
- Le Banquet des Éventualistes
- Claire Lenoir
- Épilogue ou Les Visions merveilleuses du Dr. Tribulat Bonhomet
- Appendice ou Anecdotes et Aphorismes du Dr. Tribulat Bonhomet